# Skiper Bladimir Yánez Calvachi

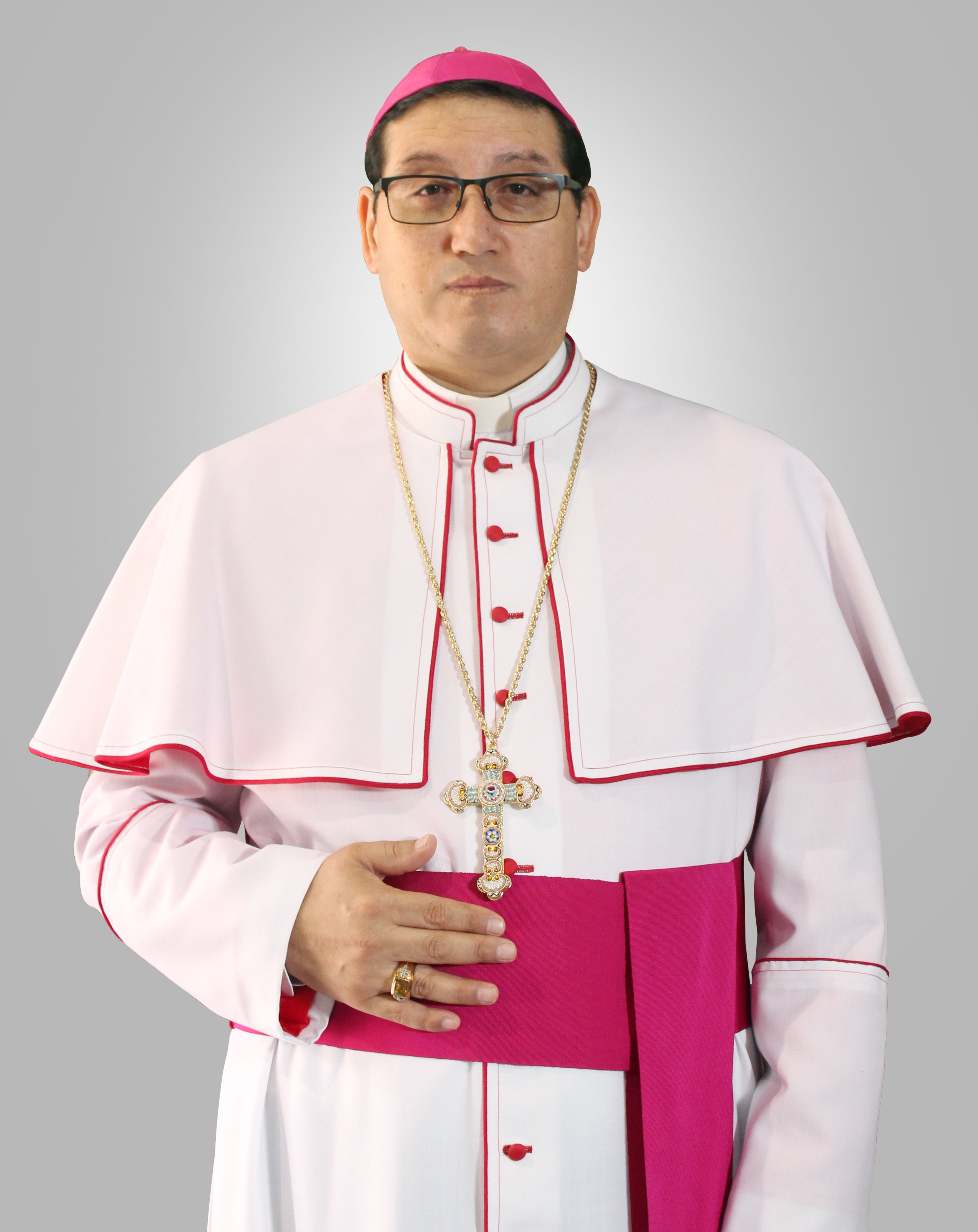
Skiper Yánez Calvachi (2018)

Bischofswappen

Skiper Bladimir Yánez Calvachi (* 5. Februar 1972 in Machachi, Provinz Pichincha, Ecuador) ist ein ecuadorianischer Geistlicher und römisch-katholischer Bischof von Babahoyo.

## Leben
Skiper Bladimir Yánez Calvachi empfing am 29. Juni 1996 die Priesterweihe für das Erzbistum Quito. Nachdem er in mehreren Gemeinden als Pfarrer tätig gewesen war, wurde er Direktor des Archivs der Erzdiözese und Mitglied des Domkapitels von Quito. Ab 2009 war Yánez Kanzler der Diözesankurie. Vor seiner Bischofsernennung war er ab 2013 Bischofsvikar für die Region Valle de los Chillos y Machachi.
Papst Franziskus ernannte ihn am 24. Juni 2014 zum Bischof von Guaranda. Die Bischofsweihe spendete ihm der Apostolische Nuntius in Ecuador, Erzbischof Giacomo Guido Ottonello, am 15. August desselben Jahres. Mitkonsekratoren waren der Erzbischof von Quito, Fausto Gabriel Trávez Trávez OFM, und der Bischof von Babahoyo, Marco Pérez Caicedo.
Am 27. März 2018 ernannte ihn Papst Franziskus zum Bischof von Babahoyo. Die Amtseinführung erfolgte am 19. Mai desselben Jahres.